# Акимов, Олег Константинович
Олег Константинович Акимов (укр. Олег Констянтинович Акімов; род. 15 сентября 1981, Ворошиловград) — государственный деятель Украины и самопровозглашённой Луганской Народной Республики. Являлся депутатом Народного Совета ЛНР I, II, III созывов, создатель Федерации профсоюзов Луганской Народной Республики. Председатель правления Межрегиональной общественной организации «Союз землячеств Луганщины». Заместитель председателя Объединения профсоюзов России СОЦПРОФ. Член правления Луганского регионального отделени ОГО «Ассамблея народов России».
Из-за войны в Донбассе и вторжения России на Украину находится в санкционных списках всех стран Евросоюза, Великобритании, Канады и ряда других стран.

## Биография
Родился 15 сентября 1981 года в городе Ворошиловграде Ворошиловградской области Украинской ССР Советского Союза.

### Образование
В 2004 году окончил Луганский национальный педагогический университет имени Тараса Шевченко по специальности учитель русского языка и русской литературы, а также английского языка.
В 2004—2006 годах являлся аспирантом Восточноукраинского национального университета имени Владимира Даля.
В 2011 году получил учёную степень доктора философии в области государственного управления.

### Карьера
В 2006 году — октябре 2013 года являлся директором коммунального учреждения «Луганский областной центр „Спорт для всех“».
Дважды избирался депутатом Луганского областного совета от Партии регионов. Был членом постоянной комиссии областного совета по вопросам образования, науки, культуры, молодёжи и спорта двух созывов (2006, 2010). Был заведующим организационного отдела областного комитета профсоюзов Луганской области. Являлся председателем Луганской областной организации всеукраинской молодёжной общественной организации «Молодые регионы». Был руководителем Луганского областного молодёжного совета. В 2009 году участвовал в организации строительства «Памятника жертвам ОУН-УПА» в Луганске.
В ноябре 2013 — марте 2014 годов являлся начальником управления молодёжи и спорта Луганской областной государственной администрации. В марте 2014 года ушёл в отставку с поста начальника управления спорта и молодёжи ЛОГА, протестуя против политики новой украинской власти, пришедшей в результате Революции достоинства.
21 июня 2014 года был избран заместителем председателя Общественного Совета при главе Луганской Народной Республики.
27 июня был избран председателем Федерации профсоюзов ЛНР.
8 июля стал депутатом Народного Совета I созыва.
Являлся координатором общественного движения «Луганский экономический союз».
15 октября ОД «Луганский экономический союз» выдвинула кандидатом на должность главы Луганской Народной Республики. Был лидером в кандидаты депутатов Народного Совета ЛНР избирательного списка общественного движения «Луганский экономический союз».
Был избран депутатом Народного Совета Луганской Народной Республики II созыва. Входил в комитет по законодательной и нормотворческой деятельности, государственного строительства, инновационной и регуляторной политики, местного самоуправления и организации работы Народного Совета.
C 2020 года — председатель правления МОО «Союз землячеств Луганщины», заместитель председателя Объединения профсоюзов России СОЦПРОФ.

## Семья
Женат.